# Pang De
Pang De (? - 219) foi guerreiro que serviu a Ma Chao, Zhang Lu e em seguida, Cao Cao.

## Início e serviço sob Ma Teng
Pang De era nativo de Huandao (狟道), Nan'an (南安), província de Liang, que está localizado a leste da atual condado de Longxi, Gansu. Em sua juventude, ele atuou como um  "Assistente" (從事) no escri´torio de comando local. Durante a era Chuping (190–193) no reino do imperador Xiandi, ocorreu a Rebelião da província de Liang. Pang De juntou-se a Ma Teng a revolta do povo Qiang e das tribos Di e então foi promovido a "coronel" (校尉) por seus esforços na batalha.